# 樂樂 (2005年大熊貓)
樂樂（2005年8月8日—），第二批贈港大熊貓之一，雄性。2007年與雌性大熊貓盈盈定居香港海洋公園。
樂樂的媽媽是野生大熊貓「海子」，弟妹有「香格」、「香林」、「鑫鑫」、「丁丁」、「酉酉」。其中妹妹丁丁正在旅居俄羅斯莫斯科動物園，並誕下女兒喀秋莎。

## 搬到香港
為慶祝2007年7月1日香港回歸十週年，香港政府提出由國家贈送第二對大熊貓。2007年2月13日，国家林业局选定了606和610的组合。4月20日-21日，香港民政事務局举办大熊猫606和610的命名比賽，最終選擇將606命名為「樂樂」，象徵香港繁榮歡樂。2007年7月1日開始在香港海洋公園開放公眾見面。

## 交配
自2011年起，樂樂與盈盈開始交配，但未懷孕。2024年3月，樂樂與盈盈成功自然交配，盈盈經過近五個月的孕育期，於2024年8月15日凌晨2時05分及3時27分誕下一對龍鳳胎，為第一對在香港出生的大熊貓。

## 相關熊貓
- 香港大熊貓§援建四川
  - 安安、佳佳、盈盈、樂樂